# Philipp Eichberger
Philipp Eichberger (* 10. Jänner 2003) ist ein österreichischer Fußballspieler.

## Karriere
Eichberger begann seine Karriere beim ATSV Puchberg. Zur Saison 2015/16 wechselte er zum SC Aspang. Zur Saison 2016/17 kam er in die AKA St. Pölten, in der er in den folgenden fünf Jahren sämtliche Altersstufen durchlief.
Zur Saison 2021/22 wechselte Eichberger zum Zweitligisten SV Horn. Sein Debüt in der 2. Liga gab er im August 2021, als er am vierten Spieltag jener Saison gegen den SKN St. Pölten in der 77. Minute für Pascal Macher eingewechselt wurde. Bis zur Winterpause kam er viermal für Horn in der 2. Liga zum Einsatz. Im Jänner 2022 wechselte er auf Kooperationsbasis zum Regionalligisten ASV Draßburg. Bis zum Ende der Leihe kam er zu neun Einsätzen in der Regionalliga für Draßburg.
Zur Saison 2022/23 kehrte er zunächst für die Vorbereitung nach Horn zurück, ehe er kurz vor Saisonbeginn leihweise zum viertklassigen SC Ortmann wechselte.